# Rock Hudson
Pour les articles homonymes, voir Hudson.
Rock Hudson est un acteur américain, né le 17 novembre 1925 à Winnetka (Illinois) et mort le 2 octobre 1985 à Beverly Hills (Californie). Il est l'une des stars de cinéma les plus populaires de son époque et a eu une carrière qui a duré plus de trois décennies. Il était une figure marquante de l'âge d'or d'Hollywood .
Il atteint la célébrité avec son rôle dans Le Secret magnifique (1954), suivi de Tout ce que le ciel permet (1955), et Géant (1956), pour lequel il reçoit une nomination à l'Oscar du meilleur acteur. Il a également connu un succès continu dans une série de comédies romantiques avec Doris Day : Confidences sur l'oreiller (1959), Un pyjama pour deux (1961) et Ne m'envoyez pas de fleurs (1964). À la fin des années 1960, ses films comprennent L'Opération diabolique (1966), Tobrouk, commando pour l'enfer (1967) et Destination Zebra, station polaire (1968). Mécontent des scénarios qui lui sont proposés, il se tourne vers la télévision et connaît le succès avec la populaire série policière McMillan (1971-1977). Son dernier rôle est celui d'invité star dans la cinquième saison (1984-1985) du feuilleton Dynastie, jusqu'à ce qu'une maladie liée au sida l'empêche de continuer.
Bien qu'il soit discret sur son orientation sexuelle, les collègues de Hudson dans l'industrie cinématographique savent qu'il est homosexuel, en contradiction avec l'image que donnent de lui ses rôles à Hollywood. En 1984, il est diagnostiqué du sida. L’année suivante, il devient l’une des premières célébrités à déclarer publiquement être atteint de cette maladie. Il est la première grande célébrité américaine à mourir d'une maladie liée au sida, le 2 octobre 1985, à l'âge de 59 ans,.

## Biographie

### Origines et jeunesse
Rock Hudson naît sous le nom de Roy Harold Scherer Jr., le 17 novembre 1925 à Winnetka en Illinois aux États-Unis : il est le fils unique d’une modeste employée d'origine irlandaise et d'un père d'origine suisse alémanique qui les abandonne très tôt.
Il connaît une enfance difficile, aux côtés d’une mère dominatrice et autoritaire et d’un beau-père violent. En 1943 pendant la guerre, alors qu'il vient d'avoir 18 ans, il s’engage dans la marine. Il est démobilisé en 1946 et exerce par la suite plusieurs petits métiers (ouvrier agricole, camionneur).

### Carrière

#### Une ascension rapide
Rock Hudson tente sa chance en 1947 à Hollywood et attire l'attention d'un chasseur de talents, Henry Willson, après lui avoir envoyé une photo. Willson transforme le jeune homme naïf et inconnu en l'un des hommes les plus populaires d'Hollywood. Il paie de nouvelles dents à Hudson et change son nom. Par la suite, Rock Hudson admettra détester ce pseudonyme qui est une combinaison du rocher de Gibraltar (Rock of Gibraltar en anglais) et de l'Hudson. Dans un premier temps, son agent lui impose des cours de diction afin d'obtenir une voix plus grave, mais lors d'une pharyngite, son phoniatre exige du jeune acteur qu'il crie pendant 24 heures avec pour résultat une voix cassée et une tonalité plus basse. Les deux hommes font équipe professionnellement jusqu'en 1966.
Cette rencontre lui permet tout d’abord de faire de la figuration, puis d’obtenir des rôles secondaires, dans les films d'action et les westerns de Raoul Walsh, qui le prend sous contrat personnel : après une figuration non créditée dans Les Géants du ciel (1948), le metteur en scène lui donne la vedette dans Victime du destin (1952), La Belle Espionne et Bataille sans merci (1953). L'acteur débutant paraît dans une quinzaine de films avant d'accéder à ses premiers rôles, avec une nette prédilection pour le western — dont Winchester 73 et Les Affameurs d'Anthony Mann où James Stewart tient la vedette. Progressivement, son nom se rapproche du haut des affiches.

#### Consécration

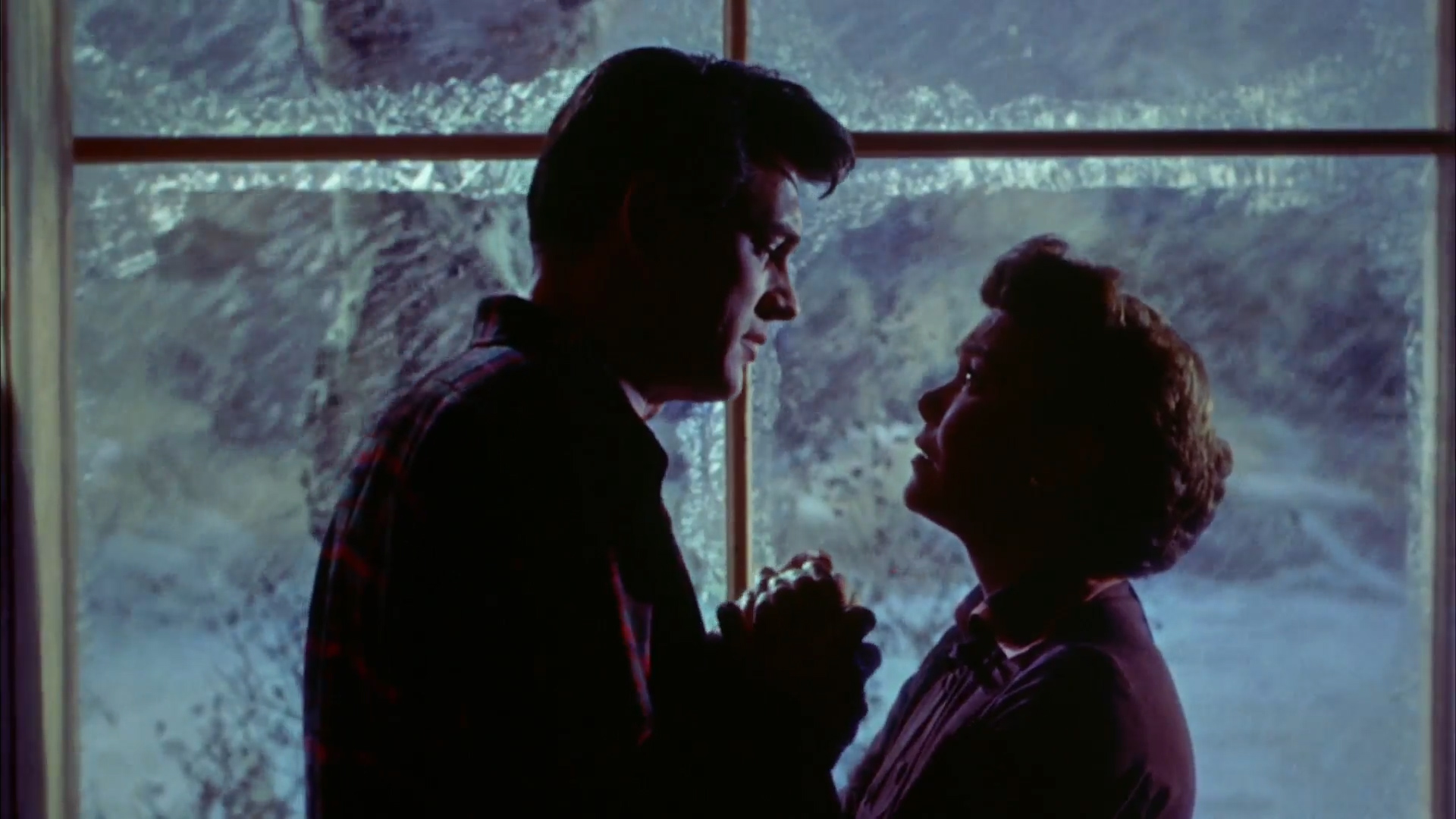
Rock Hudson et Jane Wyman dans Tout ce que le ciel permet (1955).

Sa rencontre en 1952 avec Douglas Sirk est décisive pour la suite de sa carrière. Elle lui permet de devenir une véritable star, avec des films comme la comédie Qui donc a vu ma belle ? ou bien le mélodrame Le Secret magnifique. Rock Hudson tourne beaucoup : dans un premier temps, il s'impose dans la comédie et surtout dans le film d'action, aventures historiques et westerns. Il interprète désormais les premiers rôles devant des acteurs confirmés (Steve Cochran dans Le Justicier impitoyable, Anthony Quinn dans L'Expédition du Fort King) aux côtés de la jeune première Piper Laurie ou d'Yvonne De Carlo, autre protégée de Raoul Walsh.
Rock Hudson devient l'interprète fétiche de Sirk, qui mise beaucoup sur son allure athlétique et son physique séduisant. Il est remarqué dans le western Taza, fils de Cochise (1954), dans Tout ce que le ciel permet (1956) et Écrit sur du vent (id.), des drames mondains à l'esthétique très recherchée, devenus des classiques du mélodrame. Dans Capitaine Mystère (1955), Hudson se compose un rôle de séducteur doublé d'un révolutionnaire ; pour La Ronde de l'aube (1958), un film réalisé d'après le roman Pylône de William Faulkner, il campe un intellectuel déchiré. Outre la jeune première Barbara Rush et l'actrice confirmée Jane Wyman, Hudson côtoie dans ces films Robert Stack, Dorothy Malone et Lauren Bacall.

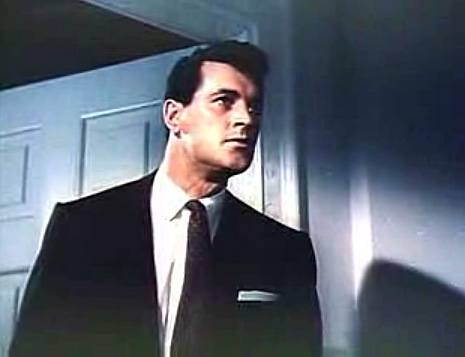
Rock Hudson dans Écrit sur du vent (1956).

Ces années sont probablement les plus brillantes de la carrière de l'acteur. Si ses compositions n'impressionnent guère la critique, Hudson impose une présence sympathique, émouvante et séduisante. Il devient la coqueluche du public féminin, des producteurs et de cinéastes prestigieux. Il est présent, aux côtés de James Dean et Elizabeth Taylor, dans Géant (1956) de George Stevens, dans Le Carnaval des dieux (1957) de Richard Brooks, avec Sidney Poitier ainsi que dans Cette terre qui est mienne d'Henry King, avec Jean Simmons. Il connaît l'échec avec L'Adieu aux armes d'après Ernest Hemingway, dans lequel Jennifer Jones et Vittorio De Sica sont ses partenaires.

#### Star
Rock Hudson retrouve à partir de 1959 le registre comique en formant un duo avec Doris Day dans Confidences sur l'oreiller, premier film d'une trilogie de comédies sentimentales légères, gentiment érotiques, où il se révèle drôle et attachant. Suivent Un pyjama pour deux en 1961 et Ne m'envoyez pas de fleurs en 1964. Il s'illustre dans ce registre sous la direction de Norman Jewison ou Melvin Frank, aux côtés de Leslie Caron ou Claudia Cardinale. Il joue également la comédie dans Le Sport favori de l'homme d'Howard Hawks (1964). La star a aussi pour partenaires Gina Lollobrigida, notamment dans Le Rendez-vous de septembre, et Gena Rowlands dans L'Homme de Bornéo, deux films réalisés par Robert Mulligan.

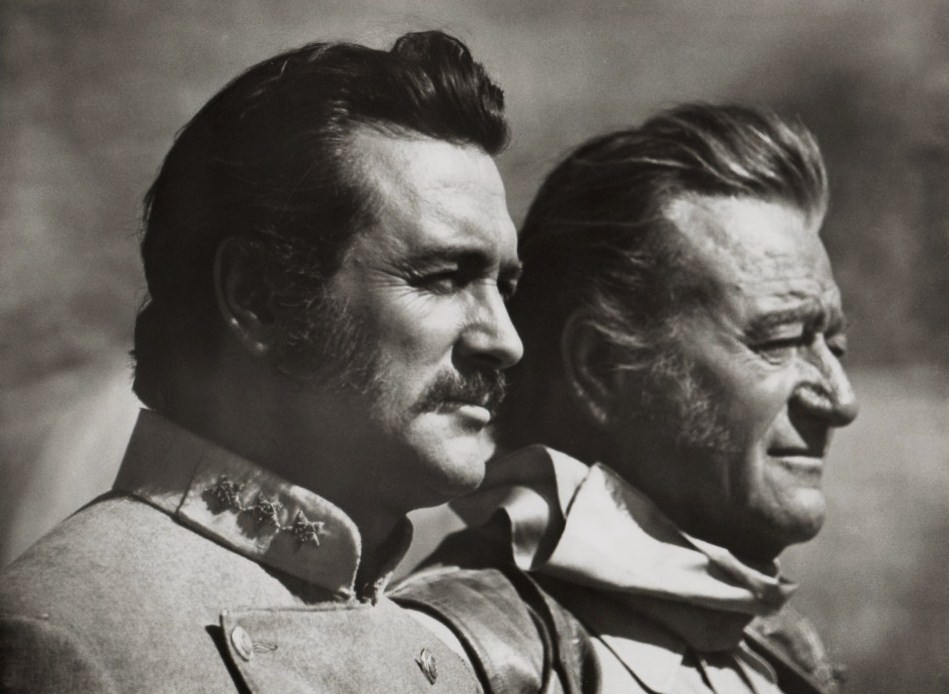
Rock Hudson et John Wayne dans Les Géants de l'Ouest (1969).

À côté de ce cycle léger et séducteur, Rock Hudson sauve son public masculin grâce aux westerns El Perdido de Robert Aldrich (avec Kirk Douglas) et Les Géants de l'Ouest d'Andrew V. McLaglen (avec John Wayne), grâce aussi aux films de guerre Tobrouk d'Arthur Hiller, avec George Peppard, et Destination Zebra, station polaire de John Sturges, dont la distribution comprend Ernest Borgnine et Patrick McGoohan. Le déclin cinématographique de Hudson est amorcé dès qu'il s'éloigne de la comédie romantique, tel l'échec sans appel du sombre L'Opération diabolique de John Frankenheimer.

#### Déclin

Rock Hudson dans Embryo (1976).

Rock Hudson retrouve pourtant son créneau favori lorsque Blake Edwards le dirige avec Julie Andrews en 1970 dans la comédie musicale Darling Lili. Malgré cette collaboration, la carrière de l'acteur marque le pas sur grand écran pour lequel il tourne toujours régulièrement, sous la direction de Roger Vadim par exemple, s'essayant à la science-fiction (Embryo), rivalisant avec Dean Martin (dans Duel dans la poussière de George Seaton), avec dans ses bras toujours les plus charmantes actrices : Angie Dickinson, Barbara Carrera ou Mia Farrow. Toutes ces productions sont secondaires. Sa célébrité durant cette décennie se maintient plutôt grâce aux séries télé McMillan (1971-1977) et, plus tard, Détroit d'après Arthur Hailey. Il joue également dans Chroniques martiennes (1980) de Michael Anderson d'après Ray Bradbury (où sa fille est interprétée par Laurie Holden qui fait alors ses débuts à l'écran). Sur petit écran toujours, Hudson affronte James Coburn et continue de collectionner les partenaires féminines : Susan Saint James, Lee Remick, Gayle Hunnicutt et Deborah Shelton.
En 1980, Rock Hudson retrouve sur grand écran trois gloires des années 1950, son amie Elizabeth Taylor, son ancien concurrent Tony Curtis et Kim Novak, dans une adaptation d'un roman d'Agatha Christie, Le miroir se brisa. Au cinéma, il ne revient que pour L'Ambassadeur : Chantage en Israël de J. Lee Thompson, aux côtés de Robert Mitchum, en 1984. À la télévision, il demeure très actif : il joue dans des téléfilms avec Suzanne Pleshette, Melanie Griffith, Sharon Stone, incarne le président de son pays dans La Troisième Guerre mondiale, et tient la vedette avec Jack Scalia dans les treize épisodes de Devlin Connection en 1982. Son dernier rôle est celui de l'amant de Linda Evans dans neuf épisodes de la saga Dynastie (1984-1985), rôle écourté à cause de son état de santé.

### Maladie

Rock Hudson avec Nancy et Ronald Reagan à la Maison-Blanche en 1984.

Le 25 juillet 1985 lors d'un séjour à Paris, Rock Hudson révèle qu'il est atteint du sida, et marque les esprits en révélant son visage décharné par un sarcome de Kaposi. Yanou Collart, son attachée de presse et amie, est dans l'obligation de débourser 300 000 dollars pour louer un 747 afin de rentrer à Los Angeles car aucune compagnie ne veut le transporter.

### Vie privée
Dès le mois suivant, son homosexualité est ouvertement évoquée dans la presse. Les rumeurs sur sa relation avec Claudia Cardinale à l'époque sont fausses. L'actrice révèle plus tard avoir fait croire à son couple avec Rock Hudson aux journalistes pour protéger la carrière de l'acteur, à une époque où l'homosexualité était mal perçue.

### Mort
Rock Hudson meurt du Sida le 2 octobre 1985 à Beverly Hills en Californie.
Le grand public constate à cette occasion combien l'image des vedettes, telle que les studios la construisent, peut se révéler éloignée de la réalité, Rock Hudson ayant été l'archétype du jeune premier « homme à femmes » aux allures de gendre idéal. La mort de l'acteur contribue par ailleurs à attirer l'attention sur l'épidémie de sida et sur ses conséquences dramatiques.

## Postérité
La succession de Rock Hudson donne lieu à un procès où la vie privée de l'acteur est étalée. Phyllis Gates, son ancienne femme, écrit un livre sur leur mariage arrangé par leurs patrons communs et finalement un téléfilm est réalisé : Rock Hudson : La Double Vie d'une star.
Puis un documentaire intitulé Rock Hudson, la vie secrète d'un play-boy dans le placard est présenté en 2009 au Festival de Berlin et diffusé sur Arte sous le titre Rock Hudson, beau ténébreux.
En 2020, le service Netflix diffuse la mini-série Hollywood, dans laquelle l'acteur Jake Picking (en) interprète une version fictionnelle de l'acteur.

## Filmographie

### Cinéma

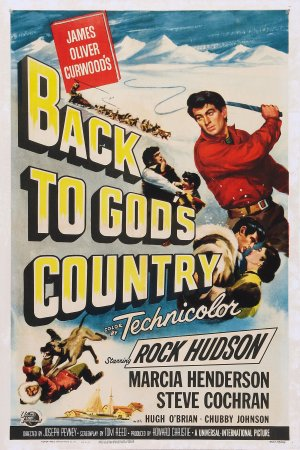
Le Justicier impitoyable (1953).

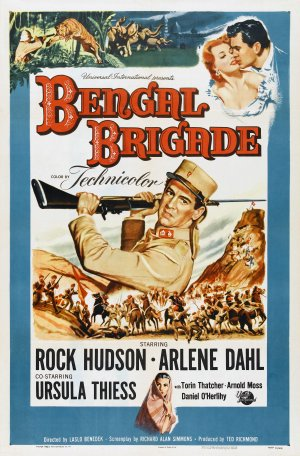
La Révolte des Cipayes (1954).

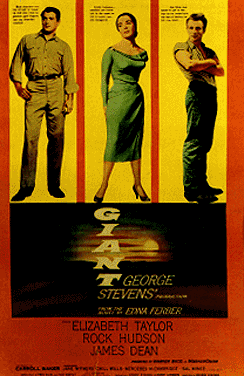
Géant (1956).

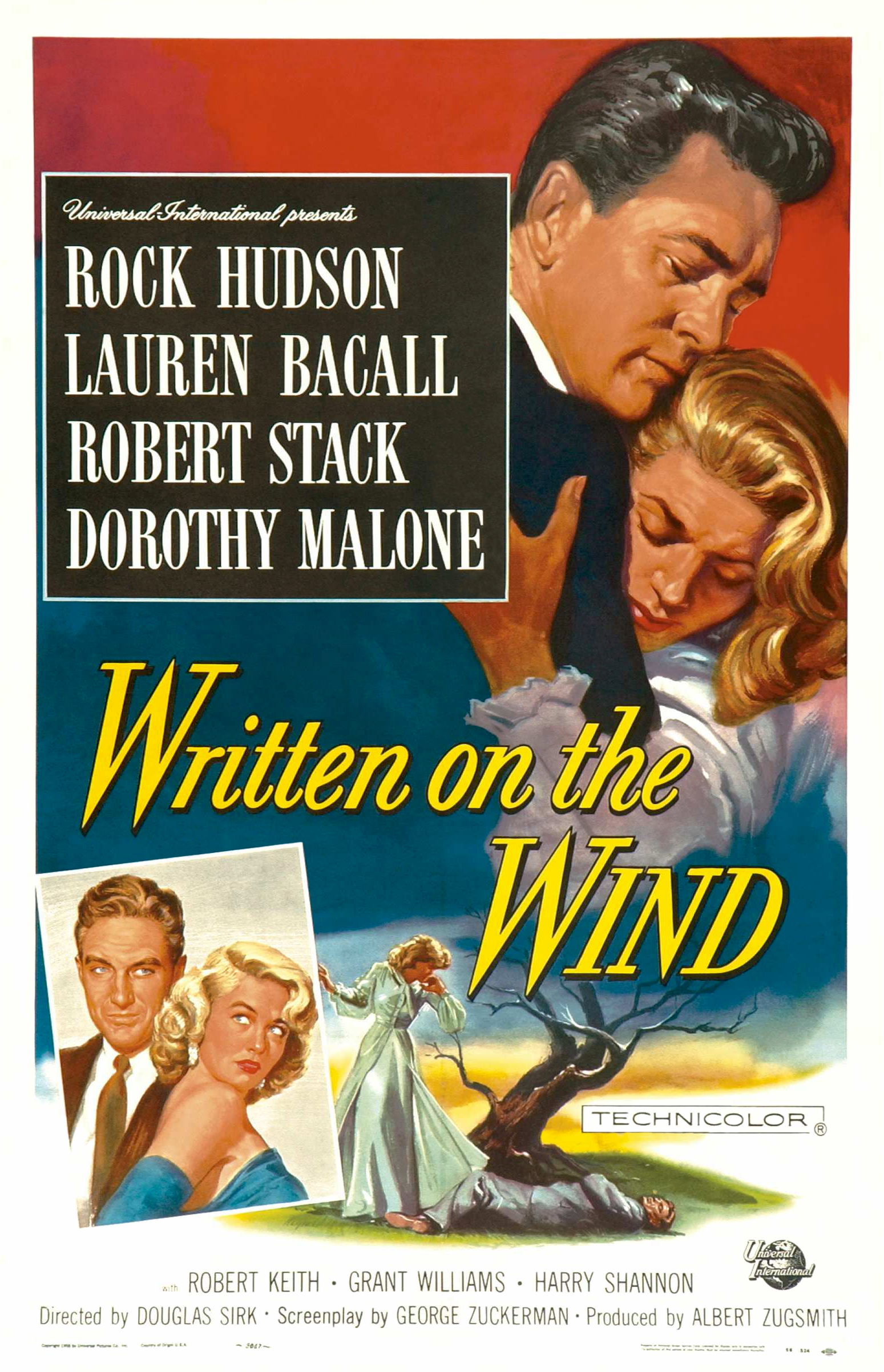
Écrit sur du vent (1956).

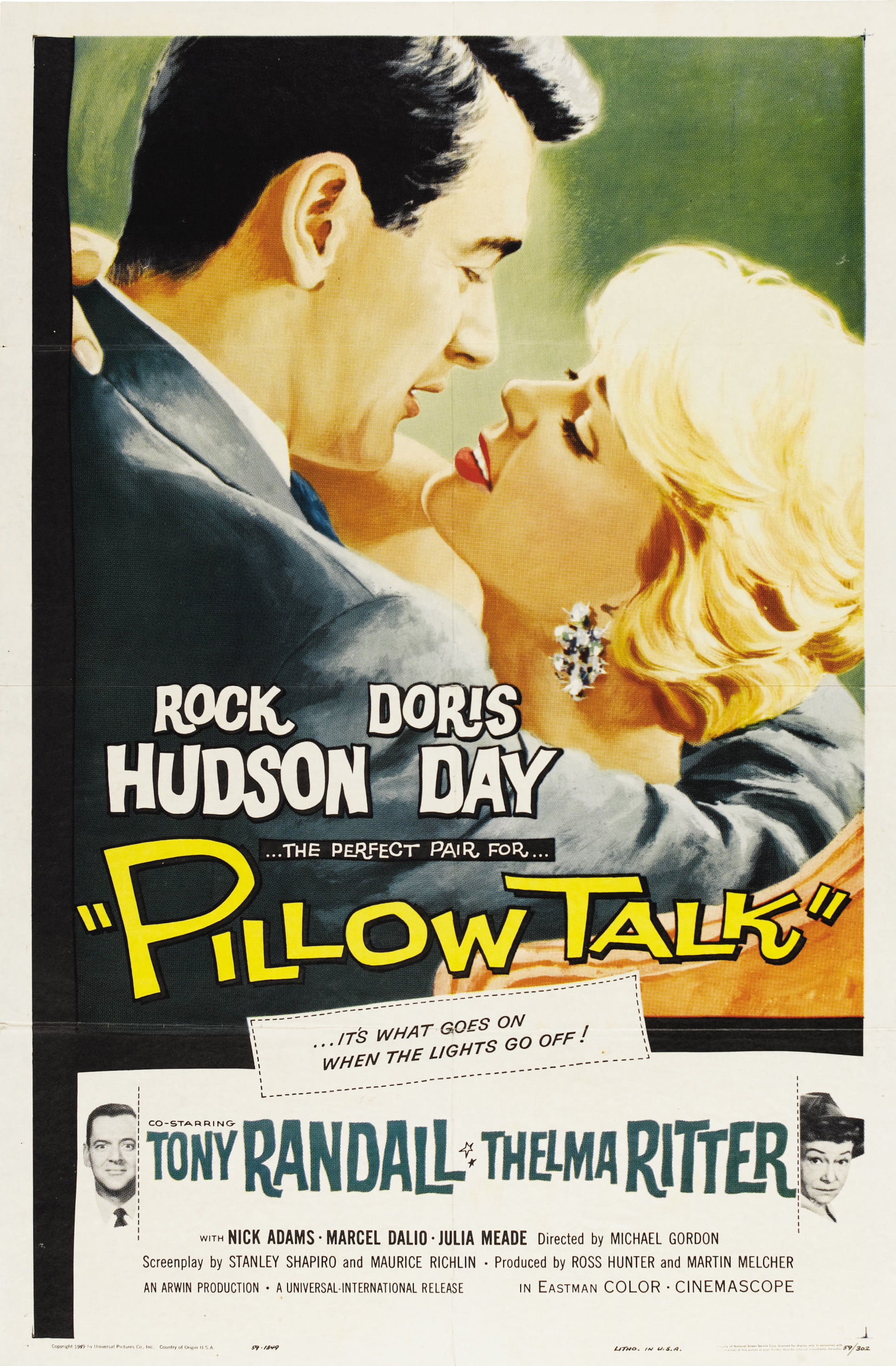
Confidences sur l'oreiller (1959).

#### Années 1940
- 1948 : Les Géants du ciel (Fighter Squadron) de Raoul Walsh : le second lieutenant
- 1949 : Une balle dans le dos (Undertow) de William Castle : un détective

#### Années 1950
- 1950 : L'Impasse maudite (One Way Street) d'Hugo Fregonese : un conducteur de camion
- 1950 : J'étais une voleuse de Charles Lamont : un détective du magasin
- 1950 : Peggy (en) de Frederick de Cordova : Johnny « Scat » Mitchell
- 1950 : Winchester '73 d'Anthony Mann : Young Bull
- 1950 : L'Aigle du désert (The Desert Hawk) de Frederick de Cordova : le capitaine Ras
- 1950 : Reportage fatal de Joseph Pevney : Ted, le portier de boîte de nuit
- 1951 : Tomahawk de George Sherman : Burt Hanna
- 1951 : Air Cadet (en) de Joseph Pevney : l'aristocrate
- 1951 : The Fat Man de William Castle : Roy Clark
- 1951 : La Nouvelle Aurore (Bright Victory) de Mark Robson : Dudek
- 1951 : Iron Man de Joseph Pevney : Tommy O'Keefe alias Kosco
- 1952 : Les Affameurs (Bend of the River) d'Anthony Mann : Trey Wilson
- 1952 : Here Come the Nelsons de Frederick de Cordova : Charles E. Jones
- 1952 : Une fille à bagarres (Scarlet Angel) de Sidney Salkow : Frank Truscott alias Panama
- 1952 : Qui donc a vu ma belle ? (Has Anybody Seen My Gal?) de Douglas Sirk : Dan Stebbins
- 1952 : Le Traître du Texas (Horizons West) de Budd Boetticher : Neil Hammond
- 1952 : Victime du destin (The Lawless Breed) de Raoul Walsh : John Wesley hardin
- 1953 : L'Expédition du Fort King (Seminole) de Budd Boetticher : Lance Caldwell
- 1953 : La Belle Espionne (Sea Devils) de Raoul Walsh : Gilliatt
- 1953 : La Légende de l'épée magique (The Golden Blade) de Nathan Juran : Harun
- 1953 : Bataille sans merci (Gun Fury) de Raoul Walsh : Ben Warren
- 1953 : Le Justicier impitoyable (Back to God's Country) de Joseph Pevney : Peter Keith
- 1953 : Tempête sous la mer (Beneath the 12-Mile Reef) de Robert D. Webb : le narrateur, voix (non crédité)
- 1954 : Taza, fils de Cochise (Taza, son of Cochise) de Douglas Sirk : Taza
- 1954 : Le Secret magnifique (Magnificent Obsession) de Douglas Sirk : Bob Merrick
- 1954 : La Révolte des Cipayes (Bengal Brigade) de László Benedek : le capitaine Jeffrey Claybourne
- 1955 : Capitaine Mystère (Captain Lightfoot) de Douglas Sirk : Michael Martin
- 1955 : Son seul amour (One Desire) de Jerry Hopper : Clint Saunders
- 1955 : Tout ce que le ciel permet (All That Heaven Allows) de Douglas Sirk : Ron Kirby
- 1956 : Ne dites jamais adieu (Never Say Goodbye) de Jerry Hopper : Dr Michael Parker
- 1956 : Géant (Giant) de George Stevens : Jordan « Bick » Benedict Junior
- 1956 : Écrit sur du vent (Written on the Wind) de Douglas Sirk : Mitch Wayne
- 1957 : Les Ailes de l'espérance (Battle Hymn) de Douglas Sirk : le colonel Dean Hess
- 1957 : Le Carnaval des dieux (Something of Value) de Richard Brooks : Peter, le fils d'Henry
- 1957 : L'Adieu aux armes (A Farewell to Arms) de Charles Vidor : le lieutenant Frederick Henry
- 1958 : La Ronde de l'aube (The Tarnished Angels) de Douglas Sirk : Burke Devlin
- 1958 : Crépuscule sur l'océan (Twilight for the Gods) de Joseph Pevney : le capitaine David Bell
- 1959 : Cette terre qui est mienne (This Earth Is Mine) d'Henry King : John Rambeau
- 1959 : Confidences sur l'oreiller (Pillow Talk), de Michael Gordon : Brad Allen

#### Années 1960
- 1961 : El Perdido (The Last Sunset) de Robert Aldrich : Dana Stribling
- 1961 : Le Rendez-vous de septembre (Come September) de Robert Mulligan : Robert L. Talbot
- 1962 : Un pyjama pour deux (Lover Come Back) de Delbert Mann : Jerry Webster
- 1962 : L'Homme de Bornéo (Spiral Road) de Robert Mulligan : Dr Anton Drager
- 1963 : Le Téléphone rouge (A Gathering of Eagles) de Delbert Mann : le colonel Jim Caldwell
- 1964 : Le Sport favori de l'homme (Man's Favorite Sport?) d'Howard Hawks : Roger Willoughby
- 1964 : Ne m'envoyez pas de fleurs (Send Me No Flowers) de Norman Jewison : George Pommerton Kimball
- 1965 : Étranges compagnons de lit (Strange Bedfellows) de Melvin Frank : Carter Harrison
- 1965 : Le Coup de l'oreiller (A Very Special Favor) de Michael Gordon : Paul Chadwick
- 1966 : Les Yeux bandés (Blindfold) de Philip Dunne : Dr Bartholomew Snow
- 1966 : L'Opération diabolique (Seconds) de John Frankenheimer : Antiochus « Tony » Wilson
- 1967 : Tobrouk, commando pour l'enfer (Tobruk) d'Arthur Hiller : le major Donald Craig
- 1968 : Destination Zebra, station polaire (Ice Station Zebra) de John Sturges : le commander James Ferraday
- 1969 : Un couple pas ordinaire (Ruba al prossimo tuo) de Francesco Maselli : le capitaine Mike Harmon
- 1969 : Les Géants de l'Ouest (The Undefeated) d'Andrew V. McLaglen : le colonel James Langdon

#### Années 1970
- 1970 : Darling Lili de Blake Edwards : le major William Larrabee
- 1970 : L'Assaut des jeunes loups (Hornet's Nest) de Phil Karlson : Turner
- 1971 : Si tu crois fillette (Pretty Maids All in a Row) de Roger Vadim : Michael « Tiger » McDrew
- 1973 : Duel dans la poussière (Showdown) de George Seaton : Chuck Jarvis
- 1976 : Embryo de Ralph Nelson : Dr Paul Holliston
- 1978 : Avalanche de Corey Allen : David Shelby

#### Années 1980
- 1980 : Le miroir se brisa (The Mirror Crack'd) de Guy Hamilton : Jason Rudd
- 1982 : The Devlin Connection III de Christian I. Nyby II : Brian Devlin
- 1984 : L'Ambassadeur : Chantage en Israël (The Ambassador) de J. Lee Thompson : Frank Stevenson

### Télévision
- 1971-1977 : McMillan (McMillan & Wife) (série) : le commissaire Stewart 'Mac' McMillan
- 1978 : Détroit (série) : Adam Trenton
- 1980 : Superstunt II
- 1980 : Les Chroniques Martiennes (The Martian Chronicles) (série) : le colonel John Wilder
- 1981 : The Star Maker de Lou Antonio : Danny Youngblood
- 1982 : La Troisième Guerre mondiale (World War III) : le président Thomas McKenna
- 1982 : Devlin Connection (série) : Brian Devlin
- 1984 : La Guerre des casinos (The Vegas Trip War) de George Englund (téléfilm) : Neil Chaine
- 1984-1985 : Dynastie (Dynasty) (série) : Daniel Reece

## Théâtre
- 1977 : Camelot comédie musicale d'Alan Jay Lerner et Frederick Loewe : le roi Arthur, tournée d'été aux États-Unis.

## Distinctions

### Récompenses
- Laurel Awards 1958 : star masculine de l'année
- Golden Globes 1959 : Henrietta Award de l'acteur préféré de l'année
- Laurel Awards 1959 : star masculine de l'année
- Golden Globes 1960 : Henrietta Award de l'acteur préféré de l'année
- Laurel Awards 1960 : star masculine de l'année
- Golden Globes 1961 : Henrietta Award de l'acteur préféré de l'année
- Laurel Awards 1962 : star masculine de l'année
- Golden Globes 1963 : Henrietta Award de l'acteur préféré de l'année
- Laurel Awards 1963 : star masculine de l'année
- Golden Globes 1966 : Henrietta Award de l'acteur préféré de l'année
- 1974 : TP de Oro du meilleur acteur dans une série télévisée dramatique pour McMillan
- 1975 : TP de Oro du meilleur acteur dans une série télévisée dramatique pour McMillan

### Nominations
- Oscars 1957 : meilleur acteur dans un drame pour Géant
- Photoplay Awards 1957 : star la plus coopérative
- Bravo Otto 1958 : meilleur acteur
- Photoplay Awards 1958 : star la plus coopérative
- Photoplay Awards 1960 : star la plus coopérative
- Bravo Otto 1961 : meilleur acteur
- Laurel Awards 1961 : star masculine de l'année
- Bravo Otto 1962 : meilleur acteur
- Bravo Otto 1963 : meilleur acteur
- Bravo Otto 1964 : meilleur acteur
- Laurel Awards 1964 : star masculine de l'année
- Laurel Awards 1965 : star masculine de l'année
- Laurel Awards 1966 : star masculine de l'année
- 1977 : TP de Oro du meilleur acteur dans une série télévisée dramatique pour McMillan

## Voix françaises
Jean-Claude Michel fut la voix française la plus régulière de Rock Hudson. D'autres comédiens ont doublé Hudson de manière occasionnelle comme Claude Bertrand ou encore André Falcon.

### Vidéographie
- [documentaire][[[Arte]]] « Rock Hudson, beau ténébreux », André Schäfer et Andrew Davies, 2010.